# マルチセッションGDK

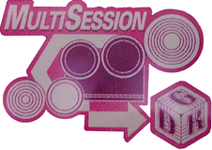
dm4筐体のマルチセッションアイコン

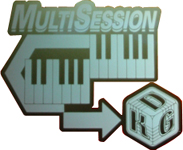
KM3筐体のマルチセッションアイコン

『マルチセッションGDK』（MultiSession GDK）は2001年にコナミが発売した、『GUITARFREAKS 5thMIX』（以下、GF）＆『drummania 4thMIX』（以下 dm）のセッションに『KEYBOARDMANIA 3rdMIX』（以下、KM）が加入、3機種をリンクさせて同時に5人までプレイできるようにしたゲーム。「マルセス」などに略することもある。これに対して、『GF』と『dm』だけのリンクプレイをセッションと呼ぶ。
『GF 6th』＆『dm 5th』でも『km 3rd』をリンクさせマルチセッションが可能で、その後『GF』と『dm』は持続的に出たが、『KM』が開発中止になってしまい、現在は設置されている店さえ極少数になっている。また、当時ですら『GF』、『dm』、『KM』の3筐体を並べて配置している店舗があまり多くなかったため、マルチセッションが実際に行われている場面はそれほど多く見られなかった。3人のプレイヤーによるセッションプレイともなれば、それだけで周囲に見物人が現れるほどであった。

## 筐体概要
マルチセッションは新しい筐体を作ったわけではなく、既存の『GF』、『dm』、『KM』をリンクさせたもので、『GF』、『dm』、『KM』の筐体をそのまま使っている。リンクの方法は、『dm』に「セッションボックス」という付加オプションをつけて、そこに『GF』と『KM』からのケーブルを繋ぐ。この「セッションボックス」方式は『GF 11th』&『dm 10th』まで使用されたが、『KM』の新作が出てこない関係でセッションだけに使われた。

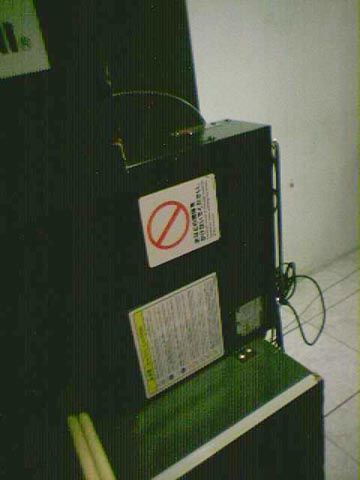
dmにつけられているセッションボックスユニット

また、『GuitarFreaksV』および『DrumManiaV』で基板変更が行われ、セッションプレイもLAN接続に変更されたため、セッションボックスユニットも廃止された。

## 単独プレイとの差異
- 『GF』、『dm』では隠し曲であるEXTRA曲の「CLASSIC PARTY 3」とENCORE曲の「The Least 100sec」を通常でも選べるようになる。
- 『KM』では曲終了時にゲージが70%（設定がTIGHTなら80%）を超えないとゲームオーバーになる制限がなくなり、曲を最後までプレイできたらそれでクリアーになる。

## 曲一覧
マルチセッションは最初の一回だけだったことによって曲数が少ない（12曲）。
| ジャンル       | 曲名                   | アーティスト(名義)          | 作詞                                                   | 作曲                                                   | 編曲              | 演奏                                                                                         | 備考                     |
| -------------- | ---------------------- | --------------------------- | ------------------------------------------------------ | ------------------------------------------------------ | ----------------- | -------------------------------------------------------------------------------------------- | ------------------------ |
| J-POP          | DEAR MY FRIEND         | MAKI                        | 五十嵐充(ELT)                                          | 五十嵐充(ELT)                                          |                   | Vo.：MAKI Gt.&Bs.：肥塚良彦                                                                  | 原曲：Every Little Thing |
| J-POP          | モンキーマジック       | Gary Adkins                 | タケカワユキヒデ（ゴダイゴ）                           | 奈良橋陽子（ゴダイゴ）                                 |                   | Vo.：Gary Adkins Gt.&Bs.：肥塚良彦                                                           | 原曲：GODIEGO            |
| New York Funk  | Three Worms            | Jimmy Weckl                 | -                                                      | Jimmy Weckl                                            | Jimmy Weckl       | Vo.：Jimmy Weckl、Goshima Akira 楽器全般：Jimmy Weckl                                        |                          |
| Cool           | Labyrinth              | NAHJEE                      | -                                                      | NAHJEE                                                 | NAHJEE            | Gt.：Nazo2鈴木                                                                               |                          |
| SKA            | CASSANDRA              | 亜熱帯マジ-SKA爆弾          | -                                                      | 小野秀幸                                               | 小野秀幸          | Gt.：桜井敏郎 Key.：モッキーSasamoto Bs.：肥塚良彦 管楽器：Jimmy Weckl Dr.&その他：小野秀幸  |                          |
| Straight       | しりとり               | Fantastic Factory           | Fantastic Factory                                      | Fantastic Factory                                      | Fantastic Factory | Fantastic Factory (Vo.：Mika、Gt.：Sammy、Dr.：Genpachi、Bs.：Yokochin)                      |                          |
| Dance Pop      | Mr.Moon                | Julie ann Frost             | Misa Sochi、Yumi                                       | 泉陸奥彦                                               | 泉陸奥彦          | Vo.：Julie ann Frost 楽器全般：泉陸奥彦                                                      |                          |
| PWM            | VITALIZE               | SPHINX                      | Slacker Cafe                                           | 百石元                                                 | 百石元            | Vo.：Yoshida Hideki Bs.：Kudoh Rokuya Gt.：百石元、Nazo2鈴木 Dr.：Satoh Kyoichi              |                          |
| POPS           | DEPEND ON ME(New Ver.) | Thomas Howard Liechtenstein | Thomas Howard Liechtenstein                            | 桜井敏郎                                               | 桜井敏郎          | Vo.：Thomas Howard Liechtenstein Gt.&Dr.：桜井敏郎 Key.：Jimmy Weckl、前田尚紀 Bs.：肥塚良彦 |                          |
| CLASSIC MEDLEY | CLASSIC PARTY 3        | 小野秀幸                    | Tchaikovsky、Handel、Glinka、 Kreisler、Bizet、Rossini | Tchaikovsky、Handel、Glinka、 Kreisler、Bizet、Rossini | 小野秀幸          | Vo.：パイオニア混声合唱団 Gt.：泉陸奥彦 Vio.：Takeuchi Jun その他楽器全般：小野秀幸          |                          |
| ROCK           | COSMIC COWGIRL         | 桜井敏郎                    | -                                                      | 桜井敏郎                                               | 桜井敏郎          | 楽器全般：桜井敏郎                                                                           |                          |
| Progressive    | The Least 100sec       | 佐々木博史                  | -                                                      | 佐々木博史                                             | 佐々木博史        | Gt.：泉陸奥彦 Dr.&Key.：佐々木博史 Bs.：肥塚良彦                                             |                          |

特記すべき曲は『GF 5th』・『dm 4th』・『KM 3rd』で初登場し、『beatmania』、『pop'n music』、『Dance Dance Revolution』など、ほとんどのBEMANIシリーズに移植されるほど人気を博した「The Least 100sec」といえる。特に、『GF 4th』・『dm 3rd』で「Bad Medicine」の編曲で参入してきた佐々木博史の作曲デビュー曲でもあり、この曲をきっかけに佐々木は絶対の人気を得ることとなった。